# Языки Испании
| Кастильский (Испанский) Каталанский, официальный Баскский, официальный Галисийский, официальный | Астурийский, неофициальный Арагонский, неофициальный Аранский, официальный (диалект окситанского языка) |

Языки Испании

Языки Испании — языки, распространённые в Королевстве Испания, имеющие официальный статус или не имеющие такового.
Государственным языком Испании является испанский язык, относящийся к индоевропейской семье языков (романская группа, иберо-романская подгруппа). В самой Испании он имеет ряд особенностей, отличающих его от испанского языка в других странах (например, мексиканского испанского). Сегодня испанский язык находится на втором месте по числу носителей в мире.
Испания — полиэтничная страна. Кроме кастильцев, в Испании живут каталонцы, галисийцы, баски, окситанцы, астурийцы, арагонцы, говорящие на своих собственных языках (соответственно, каталанском, галисийском, баскском, окситанском, астурийском и арагонском). На диалекте каталанского языка говорят валенсийцы (официально он называется «валенсийским языком»). На каталанском языке также говорят жители Балеарских островов.
Во время режима Франко этнические меньшинства подвергались насильственной ассимиляции, но, несмотря на это, языки этих народов не исчезли и переживают в последние десятилетия повышение числа говорящих на них людей. Исчезает, однако, арагонский язык, в прежние времена широко распространённый, а сейчас — сохранившийся только в немногих сельских поселениях. Сильную ассимиляцию испытали и баски в провинции Наварра, но в Стране Басков баскский язык имеет сильные позиции. Возрождается и астурийский язык (варианты названий в зависимости от местности: астурлеонский, астурийский, леонский, эстремадурский), на котором говорят в автономных сообществах Астурии, Кастилии-Леона, Эстремадуре, Кантабрии.

## Баскский язык
Баскский язык (баск. euskara [eus̺ˈkaɾa]) — изолированный язык басков, населяющих Баскские земли. Относится к агглютинирующим эргативным языкам. Его генетические связи не установлены, однако баскский традиционно включается учёными в состав так называемых «палеоиспанских» языков, а в более широком смысле — в неклассифицированную и, вероятно, разнородную группу средиземноморских языков.
Общее число носителей в мире составляет около 1 млн. человек, бо́льшая часть которых (93,7 %, или 756 000 чел) проживает на территории испанской части Баскских земель, и ещё 6,3 % носителей (50 000 чел) — в их французской части.  

Диалекты баскского языка

Баскский язык состоит из ряда диалектов, иногда весьма сильно отличающихся друг от друга, что препятствует взаимопониманию между их носителями. Унифицированный литературный баскский язык (баск. euskara batua, «объединённый баскский язык») создал в 1960-е годы лингвист Кольдо Мичелена. Реконструкцией протобаскского языка занимались Мичелена, А. Товар и Л. Траск.